# Droga wojewódzka 917
Die Droga wojewódzka 917 (DW917) ist eine 9,7 Kilometer lange Droga wojewódzka (Woiwodschaftsstraße) in der Woiwodschaft Schlesien in Polen. Die Strecke im Powiat Raciborski führt zum Grenzübergang nach Tschechien und verbindet die polnische Landesstraße DK45 mit der tschechischen II/466.

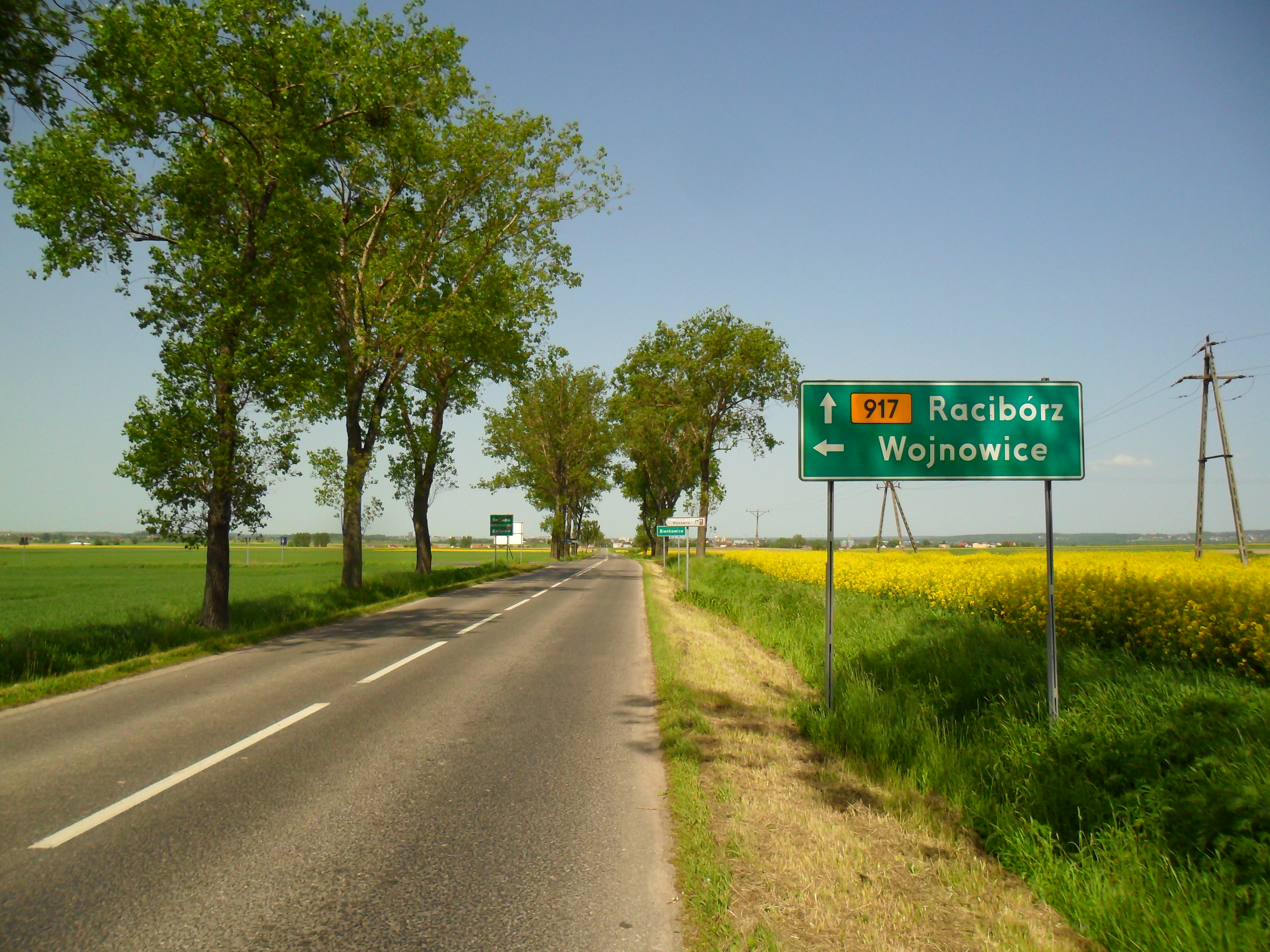
Die DW917 südlich von Racibórz

Der Grenzort Krzanowice/Kranowitz ist offiziell zweisprachig.

## Streckenverlauf
Woiwodschaft Schlesien, Powiat Raciborski
-  Racibórz (DK45)
-  Krzanowice/Kranowitz
-  Krzanowice (PL) – Chuchelná (CZ)

Moravskoslezský kraj, Okres Opava
- (II/466)